# Wolha Sudarawa

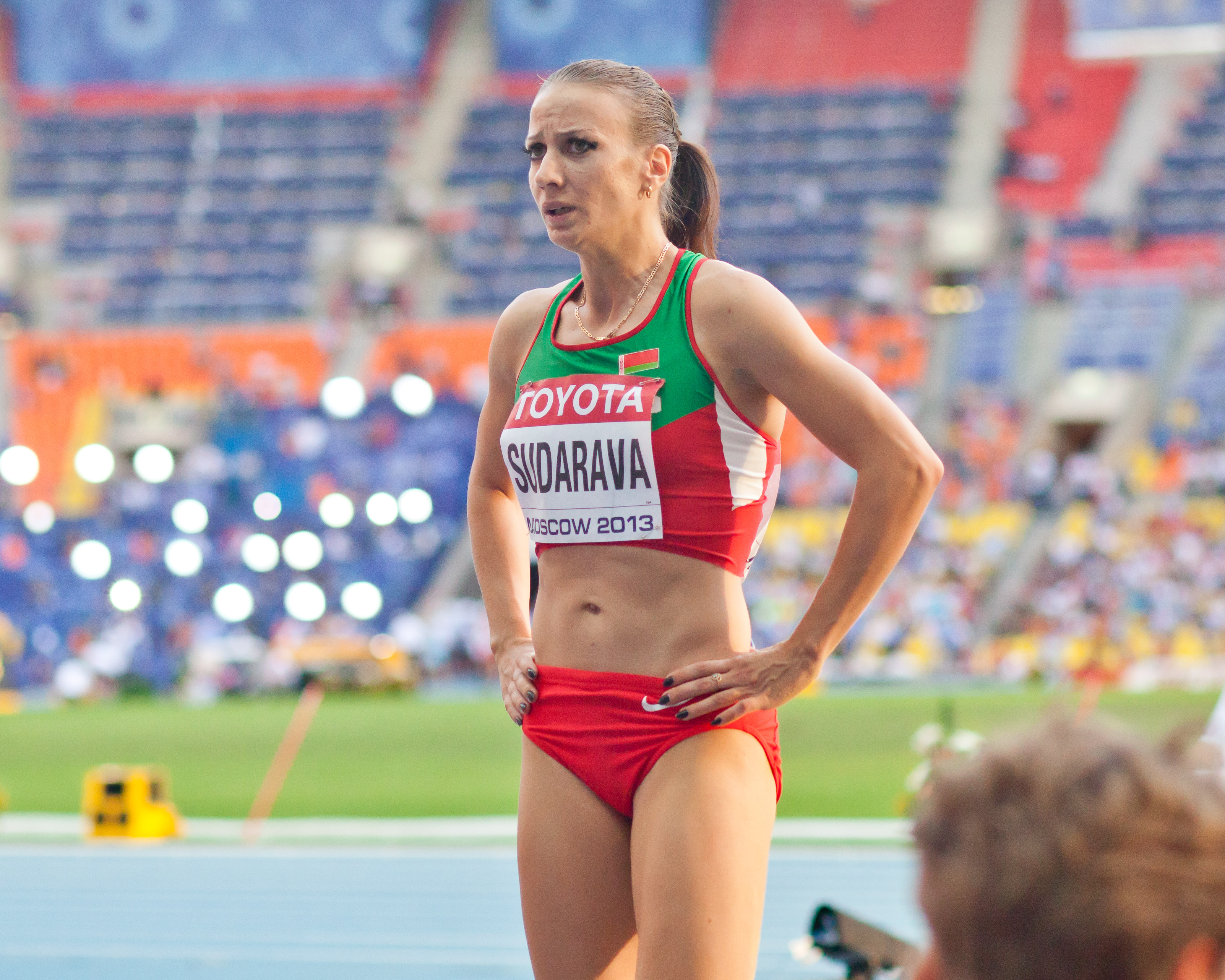
2013 in Moskau

Wolha Sudarawa (belarussisch Вольга Сударава, engl. Transkription Volha Sudarava, geb. Сяргеенка – Sjarhejenka – Siarheyenka; * 22. Februar 1984 in Homel) ist eine belarussische Weitspringerin.
Bei den Olympischen Spielen 2008 in Peking schied sie in der Qualifikation aus.
2012 gewann sie bei den Leichtathletik-Europameisterschaften in Helsinki Silber.

## Persönliche Bestleistungen
- Weitsprung: 6,85 m, 12. Juni 2012, Minsk
  - Halle: 6,73 m, 27. Januar 2012, Homel